# Netastoma rostratum
Netastoma rostratum är en musselart som först beskrevs av Achille Valenciennes 1846.  Netastoma rostratum ingår i släktet Netastoma och familjen borrmusslor. Inga underarter finns listade i Catalogue of Life.